# Bounty
El Bounty, el nom complet del qual era  "HMAV Bounty"  (HMAV =  His Majesty's Armed Vessel , veler armat de sa majestat), va ser un vaixell de vela de l'armada britànica en què va tenir lloc el 28 d'abril de 1789 un famós motí.
El His Majesty's Armed Vessel Bounty, o senzillament Bounty, fou un vaixell de vela de l'armada britànica famós per ser l'escenari d'un dels amotinaments més famosos de la història. El dia 28 d'abril de 1789 l'oficial Fletcher Christian i una part de la tripulació es van alçar en contra el comandant de la nau, el tinent William Bligh. Els fets de la nau Bounty s'han fet populars essent representats al cinema i també en llibres i cançons.

## Historial del vaixell
El vaixell havia estat un vaixell de càrrega, construït el 1783 sota el nom de Bethia, fins que el 1787 l'armada el va adquirir per tal de transportar fruits del pa des de Tahití fins al Carib. Els fruits del pa havien de constituir un aliment barat per als esclaus que treballaven a les plantacions de canya de sucre.

## L'expedició
La marina reial del Regne Unit va enviar el vaixell, un balandre de tres pals, amb una missió experimental concreta: viatjar a Tahití a recol·lectar arbre del pa i transportar-ne a les Índies occidentals per tractar de cultivar-lo i aconseguir una font d'aliment barata per alimentar als esclaus.
El juny de 1787 la nau va ser adaptada per a transportar arbre del pa. La seva tripulació la constituirien 46 homes i oficials. El desembre del mateix any la nau va salpar de Spithead cap a Tahití. Un cop arribat al Cap d'Hornos les condicions meteorològiques adverses els van bloquejar el pas cap al pacífic. Després d'un mes d'intentar-ho sense èxit el capità Bligh va decidir girar cua i avançar cap a l'est, creuar el Cap de Bona Esperança i tot l'oceà Índic fins a arribar al pacífic. La Bounty va arribar a Tahití el 26 d'octubre de 1788, després de deu mesos de navegació.
La tripulació es va estar cinc mesos a Tahití recol·lectant i preparant un total de 1015 plantes del pa. El capità Bligh va permetre a la tripulació de viure en terra mentre duien a terme la seva missió i es van socialitzar amb els costums i cultura dels nadius. Tant mariners com joves "gentlemen" de la Bounty es van tatuar segons les maneres tahitianes. Fletcher Christian es va casar amb una dona tahitiana, Maimiti. Altres mariners i oficials del vaixell van relacionar-se amb dones de Tahití.
Tres mariners van desertar i van ser capturats (Milward, Muspratt i Churchill). En comptes de penjar-los, que era la pena adjudicada per a tal crim, el capità Bligh només va ordenar fuetejar-los. Més tard tots tres formarien part dels amotinats.

## El motí
Després de cinc mesos a Tahití, la Bounty va salpar amb el carregament d'arbre del pa el dia 4 d'abril de 1789. El motí va tenir lloc 1300 milles enllà de Tahití, a prop de Tonga, el dia 28 d'abril. Els mariners es rebel·laren pel dur tractament aplicat per Bligh a la tripulació i pel somni d'una vida idíl·lica i les oportunitats sexuals que descobriren a l'illa de Tahití. El segon a bord, Fletcher Christian, i els seus seguidors van entrar a la cabina del capità Bligh, que sempre la deixava oberta, el van despertar i el van empènyer a la coberta només amb la seva roba de vestir. El capità va intentar fer entrar en raó a Christian, que l'apuntava amb la seva baioneta, però l'oficial només cridava repetidament "Sóc a l'infern!".
Tot i la tensió, crits i amenaces, el motí es va dur a terme sense baralles ni sang. Dels 42 homes a bord, a part de Christian i Bligh, 18 van seguir a Fletcher Christian, vint-i-dos es van mantenir lleials al capità i dos es van mantenir neutrals. Els amotinats van ordenar el capità, al sacerdot del vaixell, als oficials d'altres rangs i a la majoria dels lleials a marxar en un bot, i els van donar una vela, unes taules i un sextant·

## Conseqüències del motí

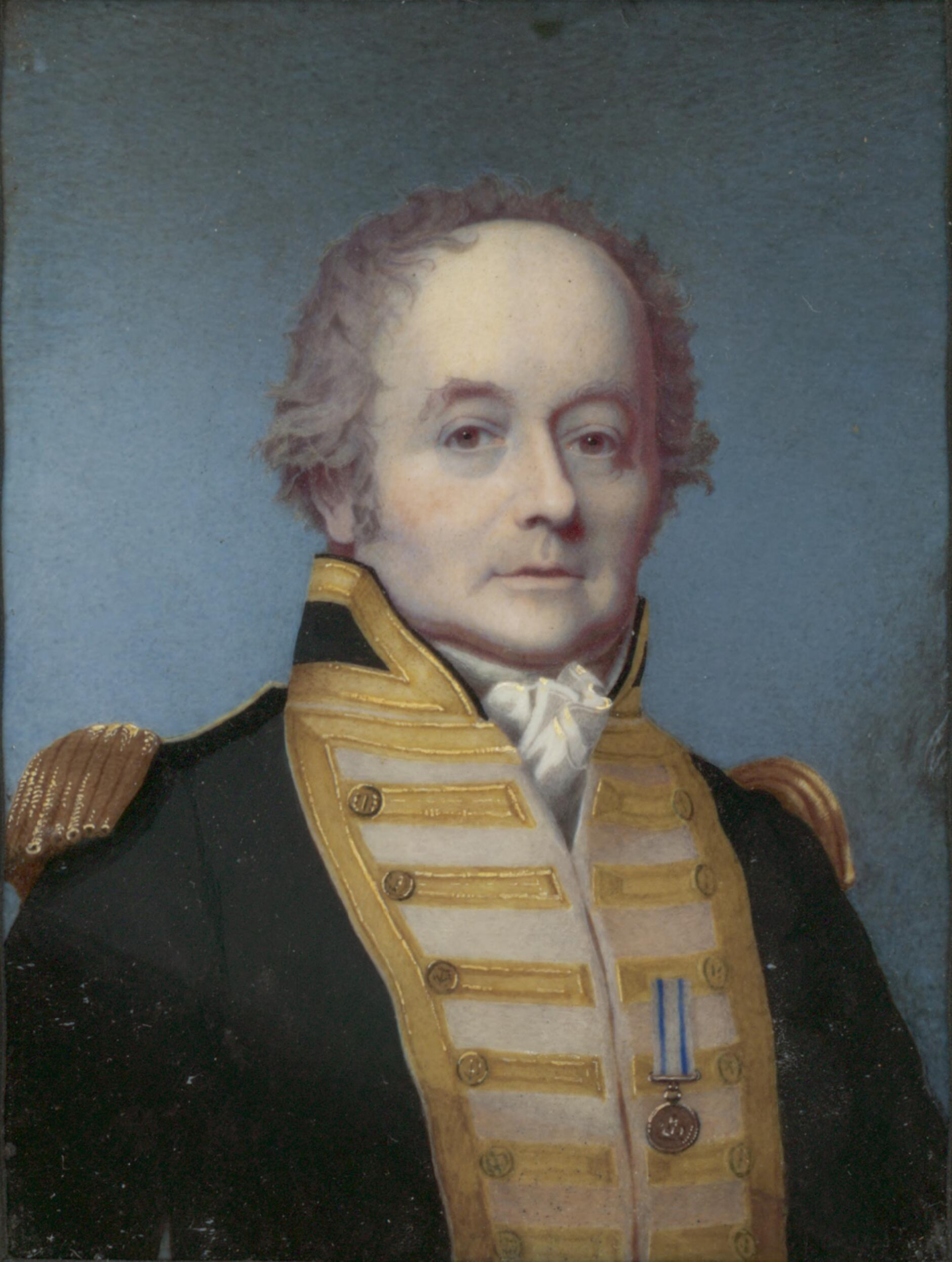
William Bligh

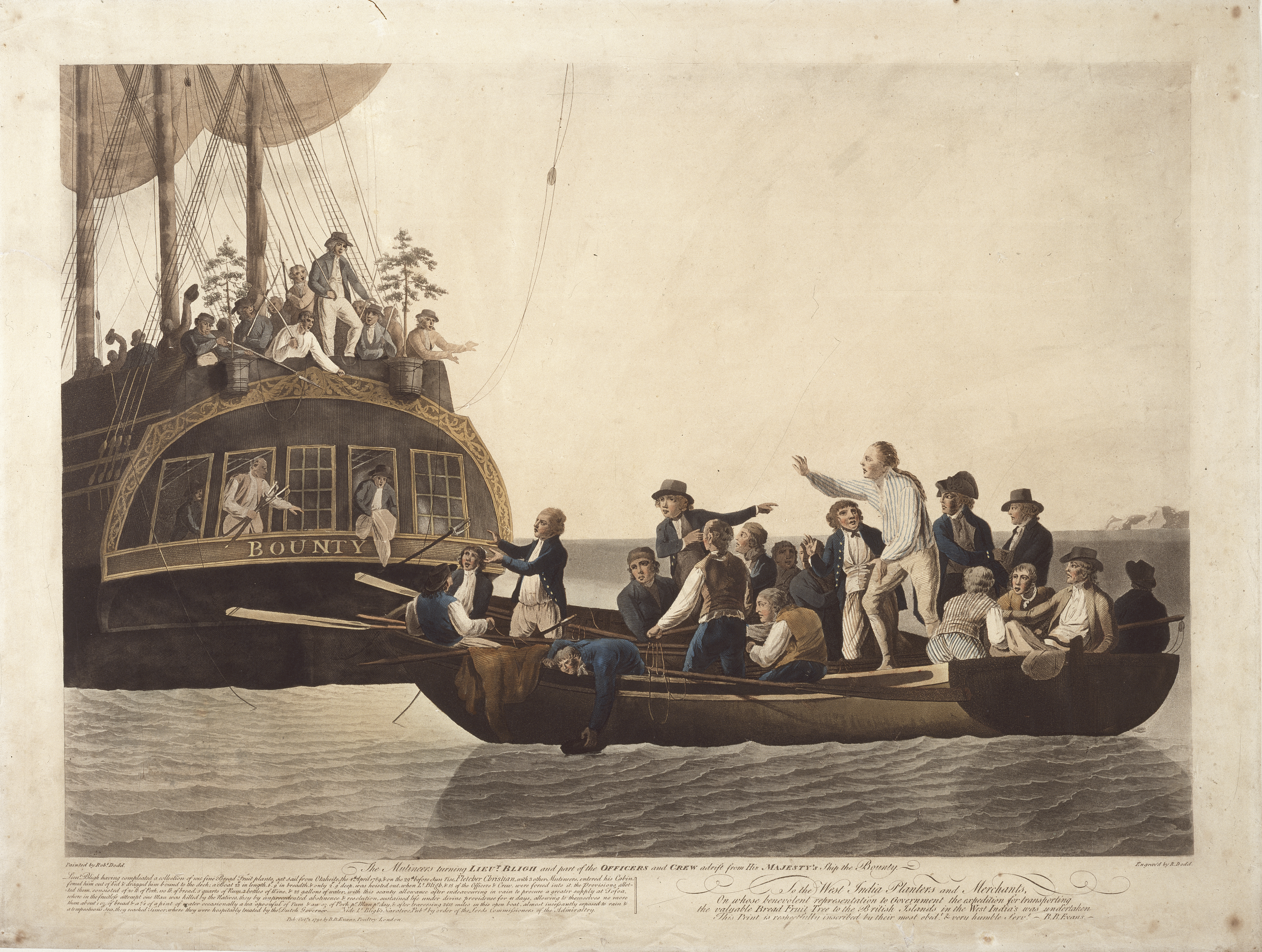
Els amotinats foragiten el capità i els que s'hi mantingueren fidels a una barca proveïda d'una vela, un sextant i un rellotge

Bligh va realitzar una gesta de navegació i va arribar després de 41 dies fins a l'illa de Timor, per on passaven vaixells anglesos. Hi havia recorregut unes 5.800 milles i perdut un sol home, mort en un enfrontament amb nadius hostils d'una illa, on hi havia intentat recalar per recollir aigua i queviures. Quan va arribar a Londres, l'almirallat va donar la raó a Bligh i el va confirmar en el seva plaça a l'armada reial.
Pel que fa a Christian i els amotinats, van tornar a Tahití, on van quedar 16 homes a l'espera que arribés un vaixell anglès i els portés a la pàtria. Christian va salpar de nou en el Bounty, portant amb ell vuit mariners, així com sis homes i onze dones de Tahití, una d'elles amb un nadó. Els homes nadius ajudarien a les tasques del vaixell. S'havien amagar per no ser capturats mai per un vaixell de l'armada britànica, ja que els amotinats eren condemnats a mort.
De forma casual, Christian i els seus homes van veure l'illa de Pitcairn, a l'extrem oest de l'arxipèlag de Tahití, que en aquell moment figurava en les cartes marines en una posició errònia. Van decidir ocultar-se-hi, ja que l'error cartogràfic reduiria la probabilitat que fossin localitzats. El 23 de gener de 1790 van cremar el Bounty, perquè no es veiessin els seus pals des de lluny i per esborrar tota empremta material del motí.
El 1808 hi va aparèixer el primer vaixell, que va resultar ser americà. Christian i alguns altres havien mort. No obstant això, encara avui viuen a Pitcairn descendents dels amotinats del Bounty i de les seves dones tahitianes.
El quadern de bitàcola de l'HMS Bounty mostra que Bligh va recórrer als càstigs relativament poques vegades i que va renyar quan altres capitans assotaven i s'afectava quan altres capitans feien penjar a un culpable. Era un home culte, profundament interessat en la ciència, convençut que la bona dieta i la higiene eren necessàries per al benestar de la seva tripulació. Va prendre gran interès en l'exercici de la seva tripulació, va ser molt acurat sobre la qualitat dels seus aliments, i va insistir que l'HMS Bounty es mantingués molt net. Va intentar (sense èxit) controlar la propagació de malalties venèries entre ells.
La ficció popular confon sovint a Bligh amb Edward Edwards, el capità de l'HMS Pandora, que va ser enviat a l'expedició de la Royal Navy al Pacífic Sud per trobar els amotinats i portar-los a judici. Edwards va ser suposadament l'home cruel del qual s'acusa Bligh, els 14 homes que van capturar van ser confinats en una estreta cel·la de fusta (18 "x 11" x 5,8 ") a l'alcàsser del Pandora. Quan el HMS Pandora va encallar en la Gran Barrera de Corall, 4 dels presoners i 31 tripulants van morir. Els presos haurien mort tots de no ser per William Moult, segon contramestre, que va obrir la seva gàbia abans de saltar del vaixell que s'enfonsava. [7]
L'octubre de 1790, Bligh va ser absolt honorablement en el consell de guerra que va investigar la pèrdua del HMS Bounty. Poc després, va publicar una narració de la revolta, A Narrative of the Mutiny on board His Majesty's Ship "Bounty". Dels 10 presoners supervivents que finalment van arribar a casa tot i la pèrdua de l'HMS Pandora, quatre d'ells van ser absolts gràcies al testimoni de Bligh que no eren rebels i que es van veure obligats a quedar-se en l'HMS Bounty per la falta d'espai en el bot de salvament que els van donar, dos més van ser condemnats perquè encara que no havien participat en el motí, es van mantenir al marge i no es van resistir (posteriorment, van rebre l'indult reial); un altre va ser condemnat, però exculpat per un tecnicisme, i els tres restants van ser condemnats i penjats.

## Curiositats
S'han fet versions literàries, i cinemamatogràfiques sobre el Motí del Bounty, entre elles:
- La primera versió és de 1935 ( Mutiny on the Bounty ), dirigida per Frank Lloyd, i protagonitzada per Charles Laughton i Clark Gable.
- La segona versió, més coneguda, és de 1962 ( Mutiny on the Bounty ), dirigida per Lewis Milestone i protagonitzada per Marlon Brando, Trevor Howard i Richard Harris.
- La tercera és de 1984 ( The Bounty ), dirigida per Roger Donaldson i protagonitzada per Anthony Hopkins, Mel Gibson, Laurence Olivier, Liam Neeson i Daniel Day-Lewis.
- Una altra versió literària és  Trilogia del Bounty , de C. Nordhoff i J. N. Hall, 1932-1934.
- Hi ha una versió literària amb una exhaustiva revisió històrica per Caroline Alexander. "La Bounty". En català Ed Planeta 2005 ISBN 84-08-05392-2
- L'última adaptació literària va ser escrita el 2008, i es titula: "Motí a la Bounty" de John Boyne (autor de "el nen del pijama de ratlles")